# Giełda energii
Giełda energii – instytucja publiczna mająca na celu zapewnienie możliwości handlu energią.

## Giełdy energii w Polsce
Powstanie giełdy energii w Polsce jest wynikiem przemian w sektorze energetycznym, które miały miejsce w latach 90. Najważniejszym postulatem tych przemian była zmiana w pojmowaniu energii. Przed transformacją uważano, że energia elektryczna to dobro, które każdemu się należy. Po zmianie, zaczęto traktować prąd jako produkt, który podlega zasadom panującym na wolnym rynku.
W dniu 6 grudnia 1999 Komitet Ekonomiczny Rady Ministrów (KERM) podjął uchwałę dotyczącą zasad działania rynku energii. Jednym z jej zapisów jest, że miejscem hurtowego obrotu energią powinna być giełda energii.

### Towarowa Giełda Energii
Towarowa Giełda Energii jest największą giełdą energii w Polsce. Przedmiotem obrotu na giełdzie jest nie tylko energia elektryczna, ale także paliwo czy emisje. Oprócz tego giełda ma za zadanie bilansowania zapotrzebowania. Na tę potrzebę został utworzony rynek bilansujący. Jego głównym zadaniem jest wyrównanie zapotrzebowania i podaży energii. Jeżeli dystrybutor zakupił zbyt małą ilość energii na Rynku Dnia Następnego może dokupić brakującą ilość na Rynku Bilansującym. Uczestnictwo odbiorców energii elektrycznej w rynku bilansującym jest obowiązkowe.